# Parafrasi
Parafrasi (grekiska), är förväxling av ord (verbal parafrasi) eller bokstäver (literal parafrasi) när man talar. Fenomenet är normalt om det uppträder i liten omfattning. Vid skador i hjärnans talcentra kan det bli mycket påfallande.
Nybildning av ord, ofta med säregen struktur är särskilt förekommande hos patienter med diagnosen schizofreni.